# Tridé Tsungtsen
Tridé Tsungtsen, ook wel Mé Agtsom, Wylie:  Khri Lde-gtsug-brtsan , (704-755) wordt in de traditionele lijst van de koningen van Tibet als de zevenendertigste benoemd.

## Achtergrond
In de klassieke Tibetaanse geschiedschrijving is Tridé Tsungtsen de zoon en directe opvolger van Tridu Songtsen ( 670 -704). De Tibetaanse annalen maken echter duidelijk, dat Tridé Tsungtsen pas geboren werd na de dood van Tridu Songtsen. De annalen van de Tang-dynastie geven als geboortejaar voor Tridé Tsungtsen het jaar 706.
Een aantal tibetologen gaan dan ook uit van de veronderstelling, dat Tridé Tsungtsen niet de zoon kan zijn van Tridu Songtsen en mogelijk pas na de dood van Tridu Songtsen door een onbekende natuurlijke vader bij de vrouw van Tridu Songtsen verwekt is.
Op grond van tibetologisch onderzoek van de laatste decennia staat vast dat Tridu Songtsen eerst opgevolgd moet zijn door Lha Bal-po, een oudere halfboer van Tridé Tsungtsen. Die regeringsperiode kan niet langer dan enkele maanden zijn geweest. De annalen maken duidelijk, dat Lha Bal-po moet zijn afgezet in het jaar 705/706 (het Tibetaanse jaar liep in de periode van het rijk van medio april-medio april).
Daarna kwam de periode 705-712 waarin de koningin Tri Malö (overleden (712) feitelijk de functie van koning van het Tibetaanse rijk bekleedde. Tridé Tsungtsen werd ook pas in het jaar van haar overlijden als koning gekroond.
In die klassieke Tibetaanse geschiedschrijving is Tride Tsungtsen ook de oorspronkelijk bedoelde echtgenoot voor de Chinese prinses Jincheng (overleden 739). Tibetologisch onderzoek van de laatste decennia heeft aangetoond, dat dit niet het geval kan zijn. De Tibetaanse annalen vermelden de aankomst van de prinses in Tibet in 710. Er is consensus bij hedendaagse tibetologen, dat gezien de nog jonge leeftijd van Tridé Tsungtsen op het moment dat de onderhandelingen over het huwelijk gestart moeten zijn, hij nooit de beoogde echtgenoot geweest kan zijn. De meest waarschijnlijke beoogde oorspronkelijke echtgenoot was Lha Bal-po, die na zijn afzetting in 705 verder aan het hof verbleef. Pas na de dood van Lha Bal-po zou Tridé Tsungtsen de Chinese prinses tot een van zijn vrouwen hebben genomen.

## De externe situatie van het rijk
In die tweede helft van de zevende eeuw had de expansie van het Tibetaanse rijk zich met een grote snelheid voltrokken Rond 670 werd het gebied rond Kashgar gecontroleerd en waren stadstaten als Khotan en Kucha veroverd. Het kanaat van de Westelijke Turken, een van de opvolgers van het rijk van de Göktürken was tot een Tibetaanse vazalstaat gemaakt.
In de jaren na 690 was er een hevige strijd tussen Tridu Songtsen en de Gar-clan, de op dat moment dominante clan in het land. In 692 heroverden de Chinezen het gebied van en rondom het Tarimbekken op het Tibetaanse rijk .In 695 werd Khotan heroverd. Zij verkregen daardoor weer controle over een aanzienlijk groter deel van de Zijderoute.
Controle over een zo groot mogelijk deel van de route was essentieel voor de welvaart van de rijken in Centraal-Azië. In de eerste helft van de achtste eeuw verplaatste de strijd tussen het Tibetaanse rijk en het China van de Tang-dynastie zich naar het meer westelijke deel van de Zijderoute en omringende gebieden. Vanaf 715 mengden zich ook andere groeperingen en partijen in die strijd als de Arabieren, de Türgesh, een confederatie van Turkstalige volksstammen, de Karlukken en later de Oeigoeren. Zowel door de Tang-dynastie als door het Tibetaanse rijk werden daarbij steeds wisselende coalities gesloten.
De Tibetanen behaalden ook wel enige militaire successen, maar over het algemeen was het Tibetaanse rijk in die periode in het defensief. In 730 werd door China een Tibet een vredesverdrag gesloten. Dat werd verbroken door de Tibetanen in 737 als zij het in gebied van de Pamir interveniëren, een gebied dat traditioneel tot de invloedssfeer van de Tang-dynastie behoorde.
Vanaf 738 tot 754 viel de Tang-dynastie Tibet op vele fronten aan. De enige min of meer stabiele bondgenoot van de Tibetanen, het rijk van de Türgesh, viel door interne strijd in 738 uiteen en kan geen rol meer spelen.
In 743 werd een Tibetaans leger bij Kokonor volledig verslagen. In 744 en volgende jaren volgden er invallen van Chinese troepen die diep tot in Centraal-Tibet doordrongen. Even na 750 had Tibet vrijwel alle eerdere veroveringen in Centraal-Azië moeten opgeven.

## De interne situatie van het rijk
De meest betrouwbare bron voor de studie van deze periode van het Tibetaanse rijk zijn de Tibetaanse annalen. Er is echter een hiaat van zeven jaar tussen het jaar 747/748 en 755/756. Na het jaar 747/748 moet in het document gesneden zijn en daarna zijn de vellen in een onjuiste volgorde weer aan elkaar geplakt. Over die cruciale jaren die geleid moeten hebben tot de gebeurtenissen in 755 is er dus geen informatie vanuit de annalen beschikbaar.
Er zijn echter ook in de jaren voor 747/748 aanwijzingen in de annalen te lezen, die wijzen op hoog oplopende spanningen tussen de clans en facties aan het hof. Al in 721 is er sprake van een mislukte staatsgreep, waarbij drie ministers omkomen. Vanaf de kroning van Tridé Tsungtsen was de belangrijkste minister van het land afkomstig uit de clan van de Ba. In 730 verloor die clan deze positie en werd die overgenomen door personen uit de clan van de Bro, de clan van de grootmoeder van Tridé  Tsungtsen, Tri Malö.
In het begin van 755 loopt een Tibetaanse generaal met zijn leger in Amdo over naar de Chinezen. 
De lange serie nederlagen tegen de Tang, de voortdurende intriges van de clans aan het hof en het onvermogen van Tridé Tsungtsen leiding te geven leidde tot een chaotische situatie. De uitgebreide tekst van de inscriptie op de pilaar van Zhöl  maakt duidelijk, dat Tibet in 755 aan de rand van een burgeroorlog staat. In die situatie werd Tridé Tsungtsen door de ministers Lang en 'Bal vermoord. Een aantal hedendaagse tibetologen neigen naar de veronderstelling dat de ministers feitelijk het rijk probeerden te redden en daarbij geen ander alternatief zagen dan het uit de weg ruimen van de koning.
Feitelijk werd Tibet gered door de opstand van An Lushan in hetzelfde jaar 755 tegen de Tang-dynastie. Die opstand werd in 757 uiteindelijk bedwongen, maar de Tang-dynastie kwam ernstig verzwakt uit die strijd. Dit gaf Tibet de tijdruimte om enige orde op zaken te stellen. Tijdens de periode van Trisong Detsen, de opvolger van Tridé Tsungtsen zou het Tibetaanse rijk weer het militaire initiatief in Centraal-Azië nemen en aan het eind van de achtste eeuw zijn grootste omvang ooit bereiken.

## Het rijk en het boeddhisme
In iets latere literatuur wordt, wel of niet onder de invloed van de Chinese prinses Jincheng, aan Tridé Tsungtsen de bouw van enkele tempels toegeschreven. Het is echter ook duidelijk, dat de komst van het boeddhisme, ook aan het hof, grote weerstand creëerde. In 739 heerste er een pokkenepidemie in Tibet. Boeddhistische monniken, die gevlucht waren uit Khotan kregen hiervan de schuld en werden met geweld gedwongen het land te verlaten. Ook Jincheng zelf is in 739 waarschijnlijk aan de pokken overleden, hoewel enkele tibetologen neigen naar de veronderstelling, dat zij op basis van ontstane antiboeddhistische gevoelens in Tibet is vermoord.
Onder druk van de clanleiders voert ook de koning Tridé Tsungtsen na 740 een strikt antiboeddhistische politiek. Feitelijk werd het boeddhisme in de ban gedaan en verboden. Pas in de periode van Trisong Detsen werd definitief gekozen voor het boeddhisme als de leidende religieuze beweging. 